# Мадатова, Сугра Канбар кызы
Сугра Канбар кызы Мадатова (азерб. Suğra Qənbər qızı Mədətova; род. 6 декабря 1940, Агджабеди) — советский азербайджанский хлопковод, Герой Социалистического Труда (1976). Мастер хлопка Азербайджанской ССР (1966), лауреат Государственной премии Азербайджанской ССР (1976).

## Биография
Родилась 6 декабря 1940 года в городе Агджабеди Агджабединского района Азербайджанской ССР.
С 1957 года — колхозница, звеньевая, с 1974 года — бригадир колхоза имени Джапаридзе Агджабединского района. Получала высокие урожаи хлопка от 40 центнеров, в 1976 году получила урожай 45 центнеров с гектара на площади 85 гектаров, вместо плановых 30,3 центнеров.
Указом Президиума Верховного Совета СССР от 10 марта 1976 года за выдающиеся успехи, достигнутые во Всесоюзном социалистическом соревновании, и проявленную трудовую доблесть в выполнении заданий девятой пятилетки и принятых обязательств по увеличению производства и продажи государству продуктов земледелия и животноводства Мадатовой Сугре Канбар кызы присвоено звание Героя Социалистического Труда с вручением ордена Ленина и золотой медали «Серп и Молот».
Активно участвовала в общественной жизни Азербайджана. Член КПСС с 1962 года. Депутат Верховного Совета Азербайджанской ССР 7-го созыва. Делегат XXVI, XXVII, XVIII, XIX и XXX съездов КП Азербайджана.
С 2002 года президентский пенсионер.